# Карминовая кислота
Карминовая кислота — гликозид природного происхождения, накапливаемый некоторыми видами насекомых, такими, как мексиканская кошениль, араратская кошениль и другими. Насекомые производят кислоту с целью отпугивания потенциальных хищников. Вещество представляет собой соединение красного цвета, хорошо растворимое в воде.
Хотя сама карминовая кислота практически не используется, её комплексная соль с катионами алюминия представляет собой интенсивно окрашенное соединение — кармин, который применяется во многих сферах, в том числе в пищевой промышленности.

## Получение
Карминовую кислоту обычно получают из имаго самок разных видов кошенили, за несколько дней, предшествующих откладке яиц. Кошениль — сборное название нескольких видов насекомых, питающихся соками ксерофитов — кактусов опунции, произрастающих в Мексике и Южной Америке (мексиканская кошениль), тростника (араратская кошениль). Насекомые хорошо поддаются одомашниванию, но могут также собираться из диких популяций.
У половозрелых самок массовая доля карминовой кислоты на сырую биомассу составляет около 1,5 %, а у самок перед откладкой яиц — около 3,0 %, ввиду чего выделение карминовой кислоты из последних более целесообразно. Карминовую кислоту экстрагируют водой из высушенной биомассы насекомых, после чего добавляют раствор аммиака или гидрокарбоната натрия для осаждения других компонентов биомассы. После отделения осадка в растворе кроме карминовой кислоты остаётся множество растворимых компонентов. При дальнейшем получении кармина дополнительная очистка не требуется, поскольку соли алюминия переводят в осадок преимущественно карминовую кислоту.
При необходимости получения чистой карминовой кислоты обычно прибегают к синтезу, который, однако, достаточно дорогой и многостадийный. Впервые такой синтез произвели в 1991 году, а в 2018 году генетически модифицированный грибок Aspergillus nidulans удалось использовать для получения достаточно чистой карминовой кислоты.

## Применение
Чистая карминовая кислота не является востребованным продуктом, а бо́льшая часть производимой в мире карминовой кислоты идёт на получения красителя — кармина. Иногда чистую карминовую кислоту применяют в комплексонометрическом определении ионов металлов.

## Биологическая роль
Было показано, что для многих насекомых рода Dactylopius карминовая кислота является очень мощным средством отпугивания муравьёв, что было тщательно описано Томасом Айснером. В статье 1980 года автор отмечает, что красный цвет карминовой кислоты, выделяющейся при раздавливании насекомого, может быть визуальным апосематическим сдерживающим фактором для хищников. Однако он отмечает, что не было проведено достаточно испытаний относительно позвоночных хищников, что подтвердило бы данную гипотезу. В той же статье Айснер отмечает, что кошениль воспринимается человеком горькой на вкус.
Хищники, которые способны преодолевать данный сдерживающий фактор, способны накапливать карминовую кислоту в своей биомассе и использовать данный сдерживающий фактор для собственной защиты. Laetilia coccidivora — один из примеров таких хищников. Насекомое питается кошенилью, накапливая карминовую кислоту своей жертвы в собственном теле для защиты от хищников. Способность связывать карминовую кислоту также наблюдалась у нескольких других видов, поедающих личинок кошенили (Hyperaspis, Leucopis и другие).